# El Papayo, San Marcos
El Papayo är en ort i Mexiko.   Den ligger i kommunen San Marcos och delstaten Guerrero, i den södra delen av landet, 290 km söder om huvudstaden Mexico City. El Papayo ligger 57 meter över havet och antalet invånare är 105.
Terrängen runt El Papayo är platt åt sydost, men åt nordväst är den kuperad. Runt El Papayo är det ganska glesbefolkat, med 34 invånare per kvadratkilometer. Närmaste större samhälle är San Marcos, 13,1 km väster om El Papayo. I omgivningarna runt El Papayo växer huvudsakligen savannskog.